# Maurice Paquirissamy-Poullé
Maurice Paquirissamy-Poullé, né le 9 août 1906 à Kârikâl (établissement français de l’Inde) et décédé le 13 janvier 1956 à Kârikâl, a été sénateur français du 26 janvier 1947 au 19 juin 1955 (siège supprimé, en application du décret du 5 mai 1955).